# Franz Carl Endres

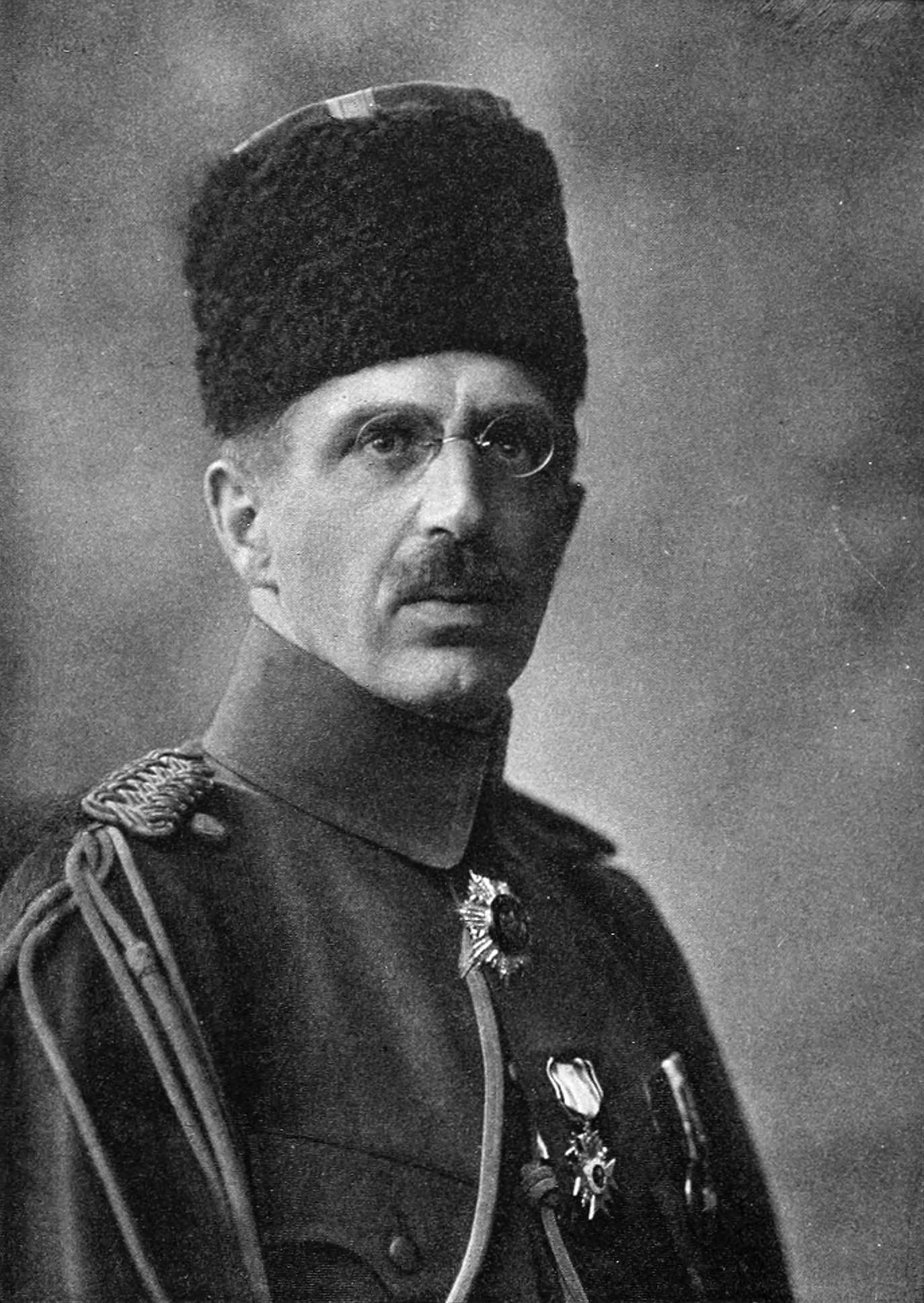
Franz Carl Endres (1915)

Franz Carl Endres (* 17. Dezember 1878 in München; † 10. März 1954 in Muttenz-Freidorf) war ein bayerischer Offizier, Historiker, Schriftsteller. Er gehörte den Freimaurern an.

## Leben

### Familie
Franz Carl Endres war der Sohn des Generalleutnants der Bayerischen Armee Karl Ritter von Endres (1847–1907) und dessen Ehefrau Sophie, geborene Scheel gen. Gebel. Endres heiratete im Jahre 1900 Margaretha von Pieverling, mit der er zwei Kinder bekam.

### Militärkarriere
Endres absolvierte 1897 das Wilhelmsgymnasium München und trat anschließend als Offiziers-Aspirant in das Infanterie-Leib-Regiment der Bayerischen Armee in München ein. Im Jahre 1899 wurde er Leutnant und 1903 Adjutant des Bezirkskommandos Weilheim. Von 1906 bis 1909 absolvierte Endres die Bayerische Kriegsakademie, die ihm die Qualifikation für den Generalstab und besonders für das Lehrfach aussprach. Ab 1910 war er als Hilfslehrer an die Akademie kommandiert. Er ließ sich 1912 pensionieren und trat als Hauptmann in osmanische Dienste über. Als solcher machte er 1912/13 den Balkanfeldzug mit und war anschließend Professor an der Generalstabsschule in Konstantinopel. Nebenher arbeitete er für verschiedene deutsche demokratische Zeitungen als militärischer und politischer Auslandskorrespondent.
Endres lebte einige Jahre im Nahen Osten – an der Küste des Bosporus sowie in Aleppo. Er war ein führendes Mitglied der Deutschen Liga für Menschenrechte. Nachdem das Osmanische Reich an der Seite Deutschlands in den Ersten Weltkrieg eingetreten war, wurde Endres zum Oberquartiermeister der osmanischen 1. Armee ernannt und an den Dardanellen und in Syrien eingesetzt. 1915 trat er in bayerische Dienste zurück und wurde in der Zentralstelle des Generalstabs eingesetzt. Bereits 1916 wurde er verabschiedet; 1918 erhielt Endres noch den Charakter als Major.
Er betrachtet sich selbst „teilweise als Freund des türkischen Volkes“. Allerdings schlussfolgerte er in seinen Büchern Die Ruine des Orients und Die Türkei: Bilder und Skizzen von Land und Volk, dass im Völkermord 1,2 Millionen Armenier verhungerten.

### Schriftsteller und Autor
Der bayerische Ministerpräsident Johannes Hofmann (SPD) gewann Endres im Mai 1919 als „Pressechef“ der Landesregierung, der zunächst inoffiziell aus einem Münchner Hotel heraus agierte. Er sollte dann „Direktor des Presseamts“ der Ministerien werden. Dieses Presseamt blieb allerdings ein Provisorium, und nach einem Streit mit Regierungsmitgliedern um seine Kompetenzen gab Endres schon im Juli 1919 wieder auf. Einige Monate später versuchte er abermals, in das Presseamt einzutreten, dies war aber erfolglos. Der Medienhistoriker Matthias Lau beurteilt Endres in seiner Rolle als Regierungssprecher und Pressepolitiker als kurzsichtig und ungeeignet; durch sein öffentliches Profil als Publizist wäre er nach dem Ausscheiden der SPD aus der Landesregierung (nach dem Kapp-Putsch im März 1920) nicht zu halten gewesen.
1920 gründete Endres, der sich zunehmend radikalisierte, in München die Wochenzeitung und spätere Tageszeitung Süddeutsche Presse, die er bis Februar 1921 leitete. Diese Zeitung bezog hart Position gegen die neue Regierung von Ministerpräsident Gustav von Kahr (BVP); seine Angriffe gegen den partikularistischen, reichsfeindlichen Kurs der Bayerischen Volkspartei und den autoritären Regierungsstil in „Kahrbayern“ setzte er auch in der im Herbst 1921 von Hubert von Leoprechting gegründeten Neudeutschen Korrespondenz (Endeko) fort.
1920 wurde er in München in die Freimaurerloge „Zum aufgehenden Licht an der Isar“ zum Freimaurer aufgenommen. 1922 affilierte er an die Loge „Zu den 3 Cedern“ in Stuttgart. Später war er auch Mitglied der Logen „Labor“ in Wien, „Fiat Lux“ in Luzern und „Lalande“ in Paris. Innerhalb der Freimaurerei engagierte er sich für völkerverbindende Bestrebungen. 1931–1932 war er Herausgeber von Die Leuchte – unabhängige Monatsschrift für und über Freimaurerei.
Anfang der 1920er Jahre veröffentlichte er das tendenziell pazifistische Buch Die Tragödie Deutschlands, das später vom Naziregime auf den Index gesetzt wurde. Das Buch brachte ihm viele Kritiker und Feinde, so dass er sich gezwungen sah, 1926 nach Küsnacht in die Schweiz auszuwandern. Danach lebte er in Freidorf bei Basel. In der Schweiz lebte er als freier Autor und widmete sich vor allem dem Schreiben von soziologischen und philosophischen Büchern. Er hielt Radio- und Universitätsvorträge und schrieb Kolumnen für schweizerische Tageszeitungen.
Die militärischen Ereignisse des Zweiten Weltkriegs wurden in sechs Bänden mit dem Titel Das Grosse Weltgeschehen beschrieben. Herbert von Moos war Herausgeber und Franz Carl Endres militärischer Mitarbeiter des Werkes. Der 1. Band erschien im Frühjahr 1940.
Er schrieb bis zu seinem Lebensende über 40 Bücher, darunter einige Romane. Heute sind zwei seiner Bücher über den Buchhandel erhältlich: Das Mysterium der Zahl, das in Diederichs Gelber Reihe erschien, und Das Geheimnis des Freimaurers im Bauhüttenverlag.

## Werke
- Die Tragödie Deutschlands.
- Das Mysterium der Zahl.

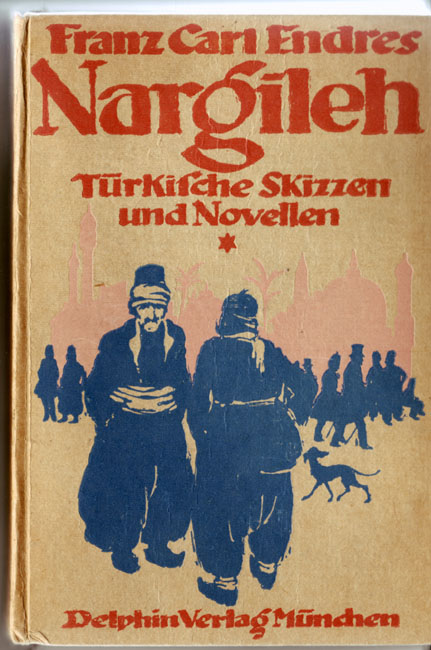
Kleiner Sammelband mit Türkischen Skizzen und Novellen

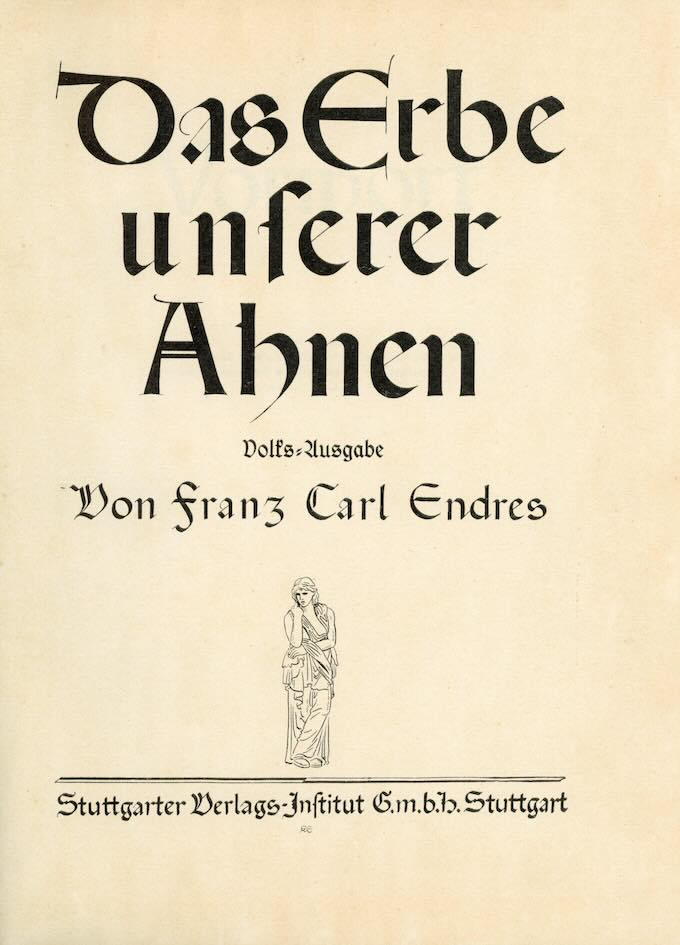
Das Erbe unserer Ahnen

- Das Geheimnis des Freimaurers. Bauhütten Verlag. 10. Aufl. Münster 1990, ISBN 3-87050-185-5.
- Georg Hirth. Ein deutscher Publizist.
- Moltke.
- Türkische Frauen.
- Nargileh. Türkische Skizzen und Novellen. 1916.
- Die Türkei.
- Bosporuswellen. (Roman).
- Zionismus und Weltpolitik.
- Die Ruine des Orients.
- Große Feldherrn I.
- Große Feldherrn II.
- In Memoriam.
- Das Lied von Aleppo. (Roman)
- Vaterland und Menschheit.
- Florians große Liebe. (Roman)
- Das Gesicht des Krieges.
- Giftgaskrieg – die große Gefahr.
- Deutsche Kunst und Wissenschaft des Mittelalters.
- Geist der Gegenwart. (Hrsg. unter dem Pseudonym „Dr. Erasmus“)
- Schönheit am Mittelmeer.
- Griechenland als Erlebnis.
- Magie und Gegenwart.
- Der lachende Philosoph im Orient.
- Das Erbe unserer Ahnen.
- Symbolik von Goethes Faust.
- Wege zum Glück.
- Novellen der Wanderschaft.
- Philosophie des Alltags.
- Ein Leben der Liebe. (Roman)
- Der Weg im Unbekannten. Ein besinnliches Brevier, (Hrsg. Stuttgart, Ernst Heinrich Moritz, 1935)
- Von den Grenzen unserer Erkenntnis.
- Sittliche Grundlagen menschlicher Beziehungen.
- Der Augenblick ist Ewigkeit.
- Alte Geheimnisse um Leben und Tod.
- Das Leben soll Liebe sein.
- Das große Weltgeschehen. (in sechs Bänden erschienen)
- Die Viertelstunde des Nachdenkens.
- Tag des Lebens.
- Ethik des Alltags
- Nimm mich mit: ein kleines Brevier.
- Die Kulturgeschichte der Frau.
- Glossen zum menschlichen Alltag.
- Selbsterkenntnis und Selbsterziehung.
- Kultur im Alltag.
- Der Mensch im Banne seiner Schwächen.
- Der Deutschen Tragödie erster Teil. (Neuauflage von 1923)
- Land der Träume.
- Die großen Religionen Asiens.
- Goethe und die Freimaurer.
- Die Symbolik des Freimaurers.
- Der lachende Philosoph im Orient.